# Rudolf Krause (Politiker, 1939)
Rudolf Krause (* 19. Februar 1939 in Neißgrund, Landkreis Glatz, Provinz Niederschlesien) ist ein deutscher Pädagoge und Politiker (DDR-CDU, ab 1990 CDU). Er war von 1990 bis 1991 Mitglied des Sächsischen Landtages und nach der Wiedervereinigung bis zu seiner Enttarnung als inoffizieller Mitarbeiter der DDR-Staatssicherheit erster Innenminister Sachsens.

## Leben
Nach dem Abitur an der EOS studierte Rudolf Krause Mathematik an der Universität Leipzig. Er machte sein Staatsexamen im Jahr 1962. Ab 1962 arbeitete Krause als Lehrer im Landkreis Leipzig. Von 1987 bis 1990 war er stellvertretender Direktor sowie Mathematik- und Lateinlehrer der Spezialschule mathematisch-naturwissenschaftlich-technischer Richtung in Leipzig (heute Wilhelm-Ostwald-Gymnasium). Er ist promoviert.
Krause ist katholisch, verheiratet und hat zwei Kinder.

## Politik
Krause trat 1959 in die Blockpartei Ost-CDU ein und wurde 1990 Mitglied der nunmehr vereinigten CDU. In der DDR war Krause zudem langjähriges Mitglied im Zentralrat der FDJ.
In den Jahren 1989 bis 1990 war Krause Abgeordneter im Kreistag und im Bezirkstag Leipzig. Ebenfalls in dieser Zeit war er Mitglied des CDU-Bezirksvorstandes Leipzig sowie ab Dezember 1989 stellvertretender Parteivorsitzender. Er war für die CDU Teilnehmer am Zentralen „Runden Tisch“ der DDR. Von Juni bis November 1990 war Krause Regierungsbevollmächtigter für den Bezirk Leipzig sowie im September und Oktober 1990 Landesbevollmächtigter für das neu zu bildende Land Sachsen.
Nach der Wiedervereinigung zog Krause im Oktober 1990 in den Sächsischen Landtag ein. Am 8. November 1990 wurde er als Sächsischer Staatsminister des Inneren in die von Ministerpräsident Kurt Biedenkopf geführte Regierung des Freistaates Sachsen berufen. Am 28. September 1991 trat er von diesem Amt zurück. Im Zusammenhang mit der Überprüfung der Abgeordneten auf eine Zusammenarbeit mit dem Ministerium für Staatssicherheit legte er am 23. Oktober 1991 auch sein Landtagsmandat nieder. Ihm war zuvor eine Tätigkeit für das Ministerium für Staatssicherheit als IMS „Ries“ zwischen 1973 und 1982 nachgewiesen worden.

## Privates
Rudolf Krause ist der Großonkel des sächsischen Staatsministers für Wissenschaft, Kultur und Tourismus im Kabinett Kretschmer II und ehemaligen sächsischen Justizministers Sebastian Gemkow.